# 小弓公方
小弓公方（日语：／ Oyumikubō）是源於日本關東地方的足利氏足利基氏家系的公方之一，由出身自古河公方分家的足利義明在下總國千葉郡小弓城（現千葉市中央區生實以及綠區小弓野一帶）為根據地而成功。公方只有兩任，分別是義明和足利賴純，其後以喜連川氏的身份存續下去。